# Christopher Jackson
Christopher Murray Jackson (ur. 24 maja 1935 w Norwich, zm. 13 grudnia 2019) – brytyjski polityk i menedżer, poseł do Parlamentu Europejskiego I, II i III kadencji (1979–1994).

## Życiorys
Odbył służbę wojskową w siłach powietrznych. Ukończył fizykę w Magdalen College w ramach Uniwersytetu Oksfordzkiego. Studiował również ekonomię m.in. w London School of Economics. Pracował jako menedżer (m.in. w koncernie Unilever), w drugiej połowie lat 70. zajmował stanowisko dyrektora do spraw rozwoju korporacyjnego w przedsiębiorstwie Spillers.
Należał do Partii Konserwatywnej. Z ramienia torysów w 1979 po raz pierwszy uzyskał mandat eurodeputowanego. Z powodzeniem ubiegał się o reelekcję w 1984 i 1989. Pracował m.in. w Komisji ds. Rozwoju i Współpracy. W PE zasiadał do 1994.